# Friedrichstadt-Palast

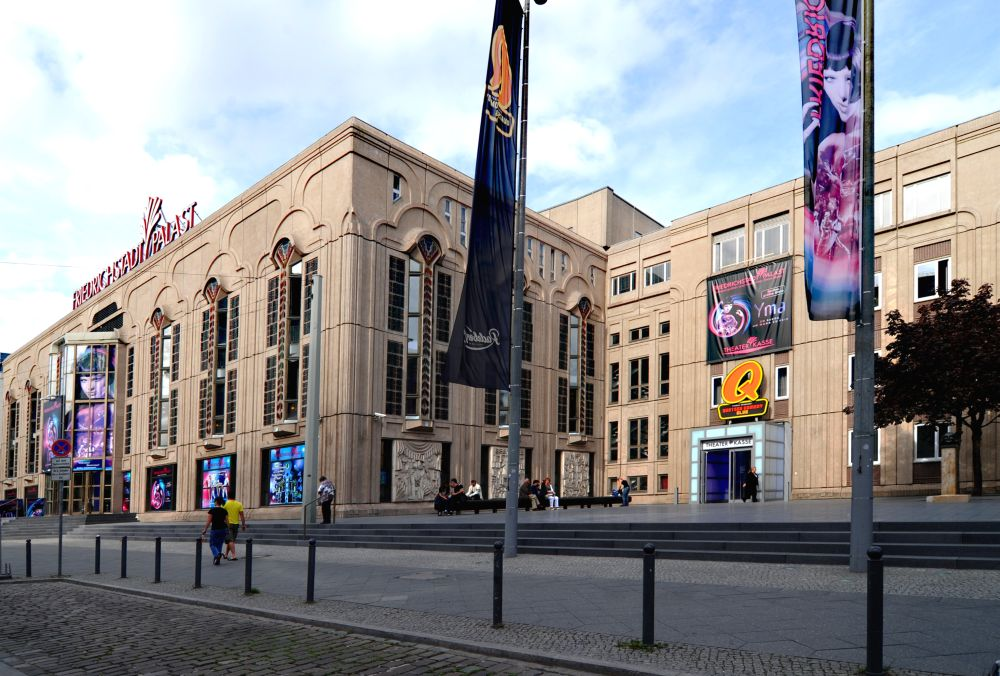
Friedrichstadt-Palast

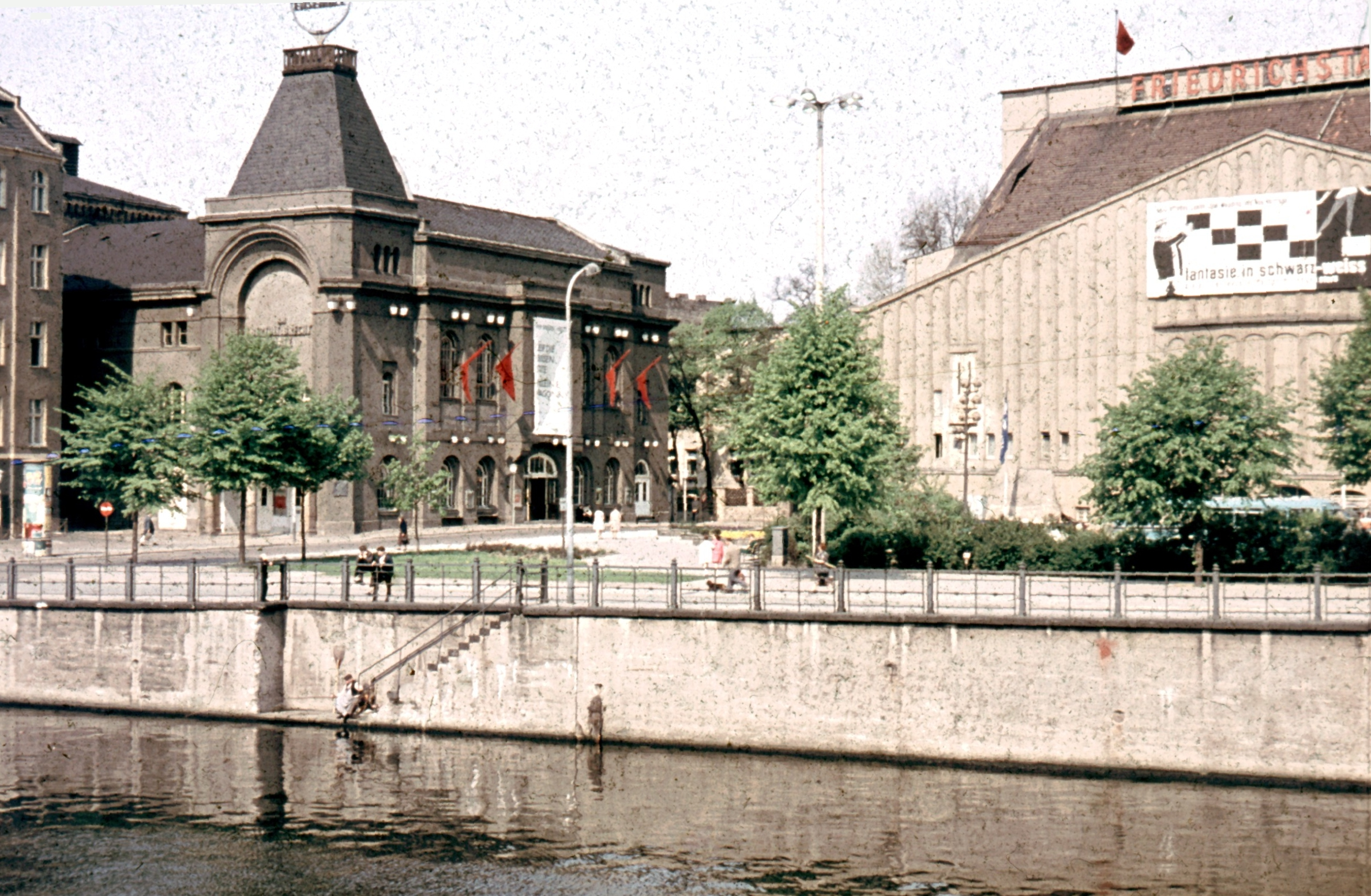
Dawny Friedrichstadt-Palast (po prawej) widziany od strony Szprewy. Po lewej teatr Berliner Ensemble 1964

Friedrichstadt-Palast – teatr rewiowy w Berlinie, znajdujący się w dzielnicy Berlin-Mitte przy Friedrichstraße 107.

## Historia
Dawny Friedrichstadt-Palast zastąpił  halę targową, wzniesioną naprzeciw dzisiejszego teatru Brechta „Berliner Ensemble” w latach 1865–1867 i oddaną do użytku 29 września 1867. Jej rozmiary wynosiły 84 × 64 m. Już po siedmiu miesiącach hala okazała się nierentowna i została zamknięta.
Dopiero w roku 1873 adaptowano halę dla potrzeb cyrku o 5000 miejscach siedzących.
Korzystając z bliskości Szprewy, przez halę poprowadzono odgałęzienie – otwarty kanał wykorzystywany w przedstawieniach cyrkowych. 31 lipca 1897 cyrk uległ likwidacji. Budynek przypadł w drodze licytacji przedsiębiorcom, którzy urządzili w hali Neues Olympia-Riesen-Theater (Nowy Olbrzymi Teatr Olimpijski). Po dwóch latach teatr podzielił losy poprzedników.
W roku 1899 w budynku zagościł znowu cyrk. Po wybuchu I wojny światowej konie cyrkowe zarekwirowano, 31 marca 1918 odbyło się ostatnie przedstawienie.
1 kwietnia 1918 halę przejęła spółka akcyjna „National-Theater” utworzona z inicjatywy austriackiego reżysera teatralnego Maxa Reinhardta. Przebudowę hali powierzono wybitnemu architektowi Hansowi Poelzigowi, który zaprojektował podwieszony sufit ze zwisającymi soplami oraz scenę obrotową o średnicy 18 m. Teatr zainaugurowano przedstawieniem „Orestei” Ajschylosa 28 listopada 1919 w reżyserii Maxa Reinhardta.
W okresie III Rzeszy teatr otrzymał nazwę Theater des Volkes (Teatr Ludu). W marcu 1945 budynek uległ uszkodzeniom wskutek bombardowania.
Położony we wschodnim Berlinie budynek po wojnie stał się miejscem imprez politycznych, takich jak kongres założycielski organizacji młodzieżowej Freie Deutsche Jugend.
W roku 1949 upaństwowiony budynek otrzymał dawną nazwę „Friedrichstadtpalast”.
W roku 1980 budynek groził zawaleniem wskutek przegnicia pali wbitych w podmokły grunt dla posadowienia fundamentów. Władze NRD postanowiły budynek rozebrać, na sąsiedniej działce wznieść nowy budynek teatralny o dawnej, tradycyjnej nazwie.
Budynek rozebrano w roku 1985.

## Nowa siedziba
Nowy budynek oddano do użytku 27 kwietnia 1984. Budynek wzniesiono w technologii prefabrykacji z elementów żelbetowych. Stanowi przykład możliwości budownictwa uprzemysłowionego NRD. Obok zburzonego w roku 2009 Pałacu Republiki stanowił jeden z najbardziej prestiżowych obiektów stolicy NRD.
Na widowni teatru znajduje się 1895 miejsc siedzących. Scena o powierzchni 2854 m² stanowi największą scenę teatralną świata, a portal sceniczny o szerokości 24 m jest najszerszy w Europie. Pod sceną znajduje się wysuwany basen o pojemności 140 tysięcy litrów oraz płyta lodowiska.
Oprócz stałego zespołu aktorskiego i baletowego teatr utrzymuje 250-osobowy zespół dziecięcy.
W podziemiu teatru znajduje się siedziba kabaretu telewizyjnego Quatsch Comedy Club.

## Galeria

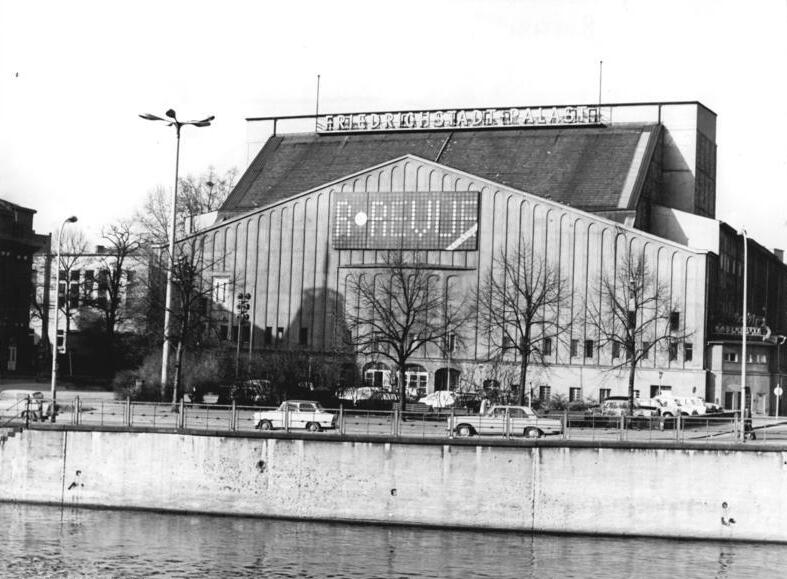
Dawny budynek teatru 1972
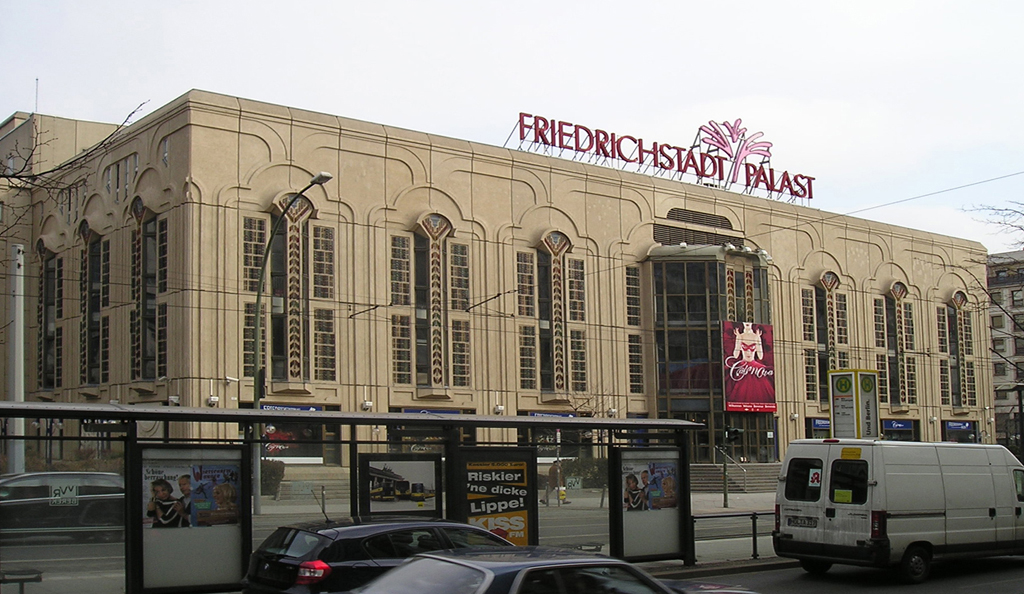
Nowy budynek teatru 2006
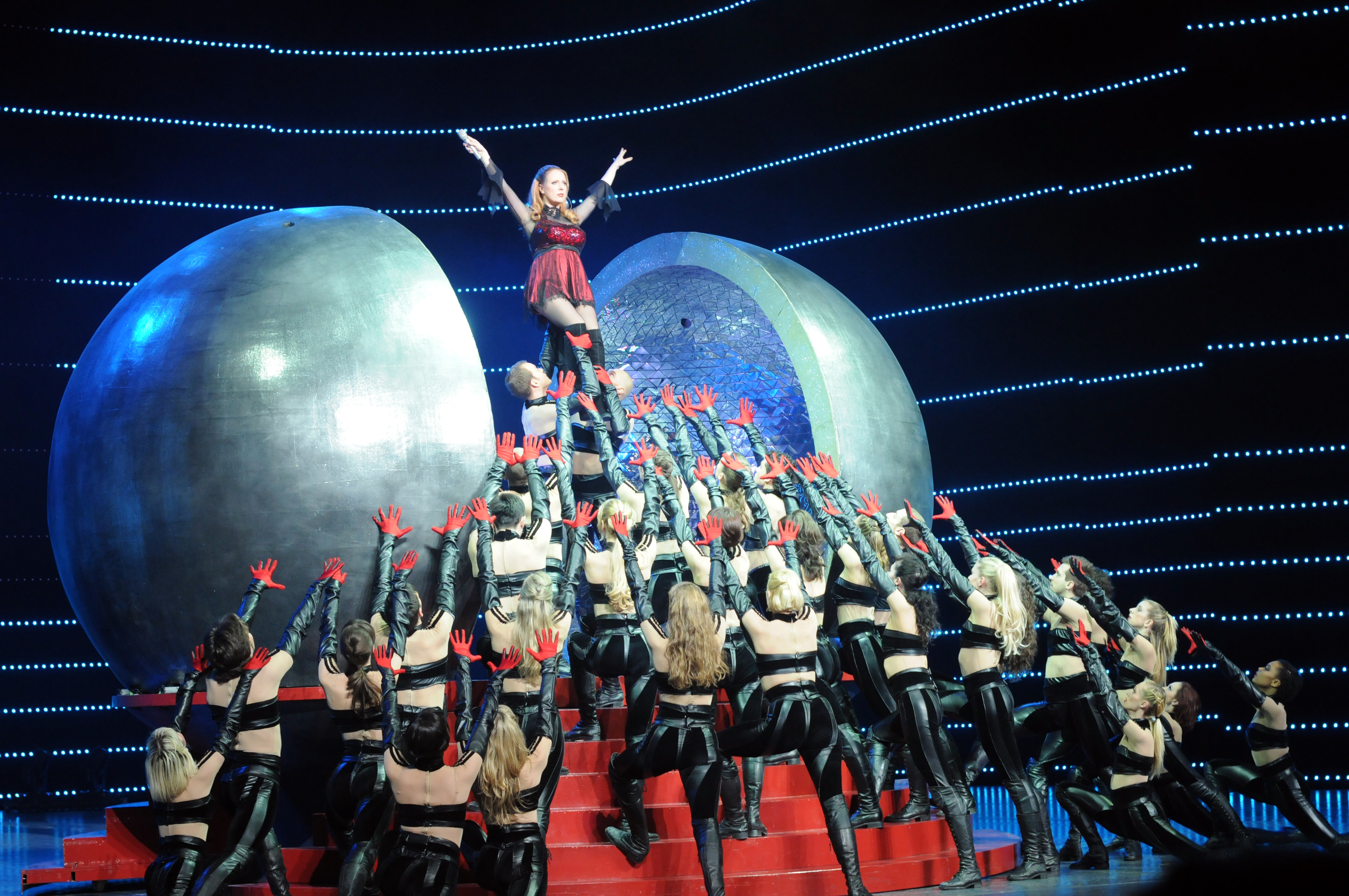
Rewia na scenie teatru 2010
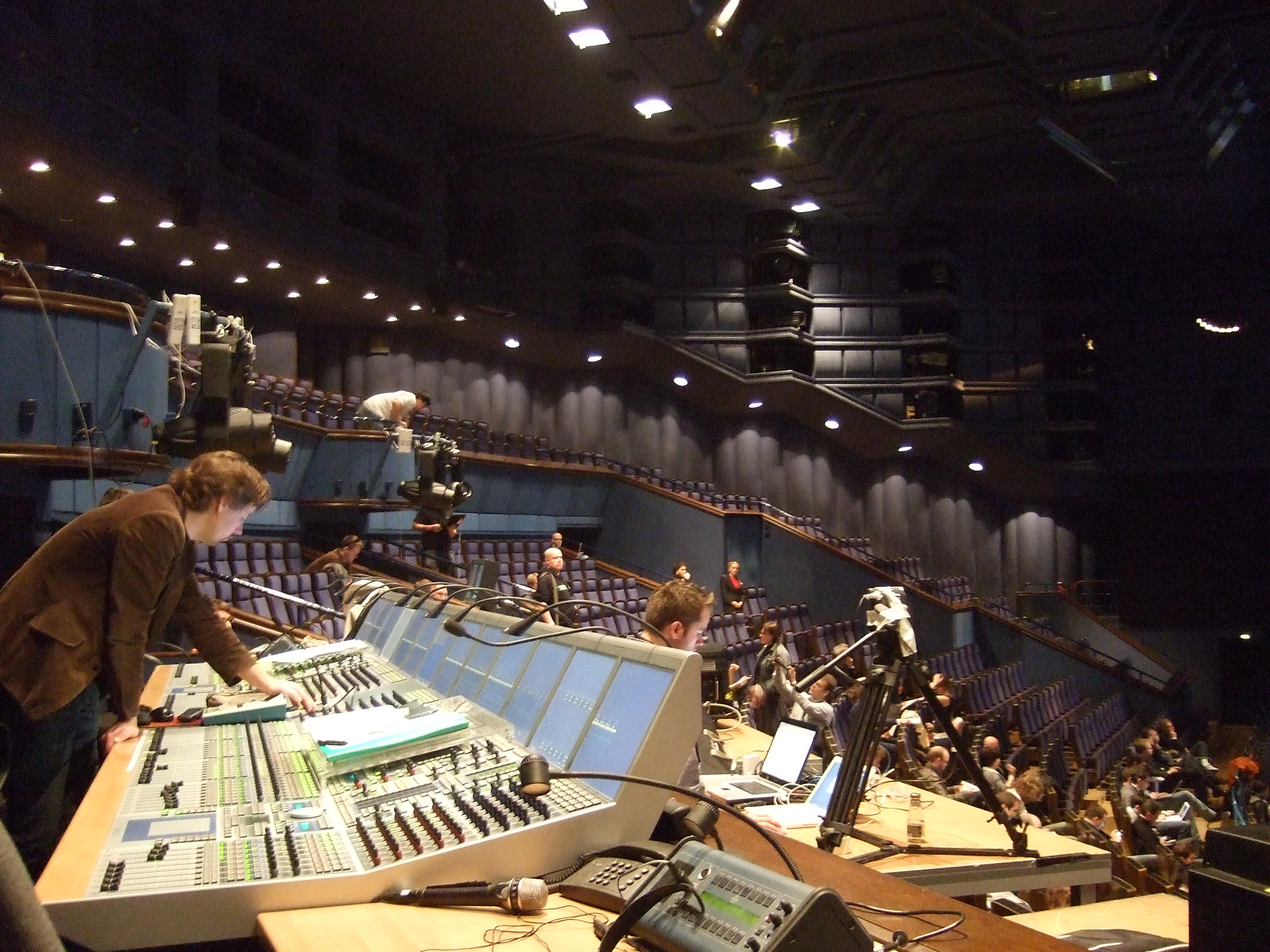
Aparatura sterownicza
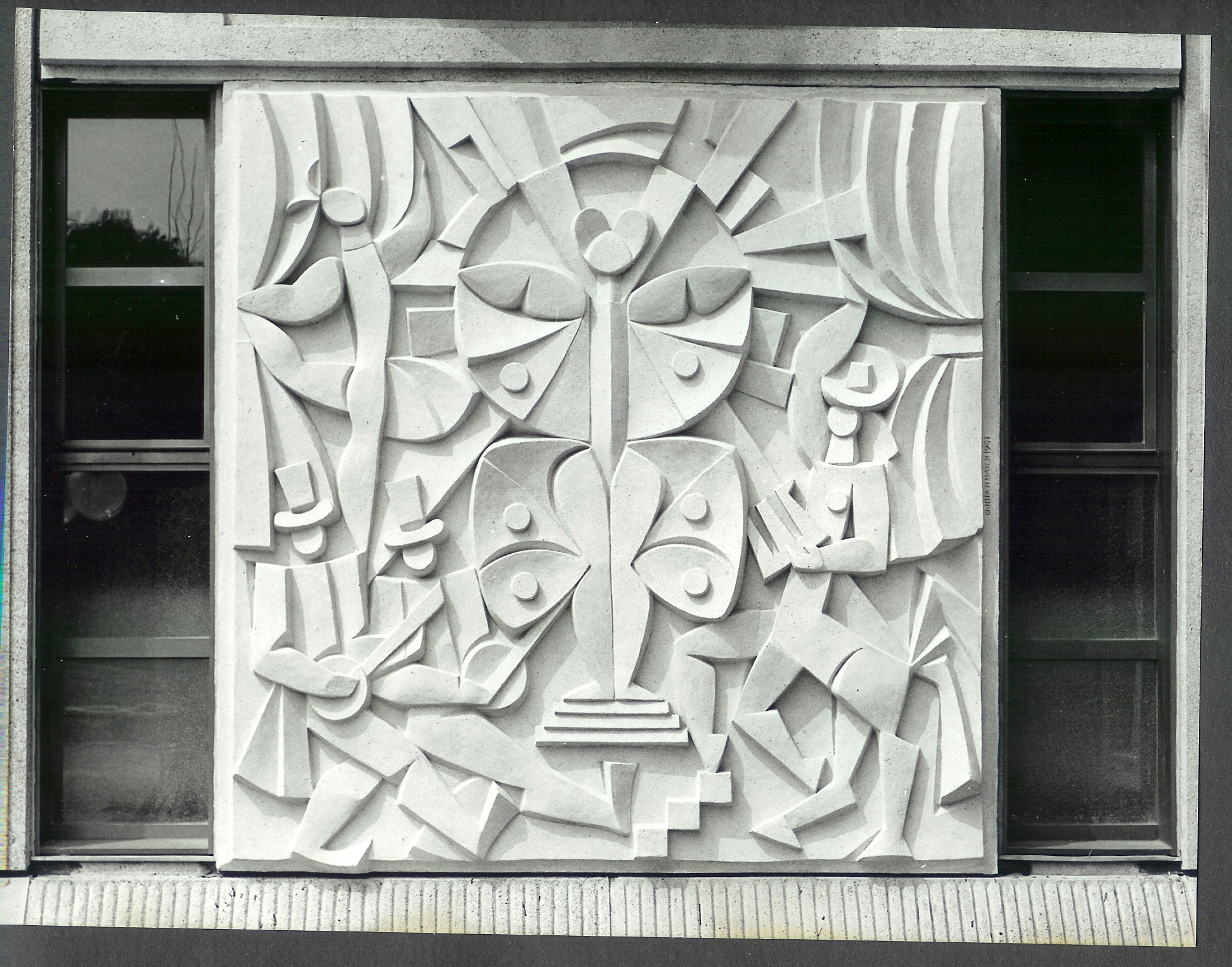
Płaskorzeźba na elewacji teatru